# FAM166B
FAM166B (англ. Family with sequence similarity 166 member B) – білок, який кодується однойменним геном, розташованим у людей на короткому плечі 9-ї хромосоми. Довжина поліпептидного ланцюга білка становить 275 амінокислот, а молекулярна маса — 30 575.
| 10         |  | 20         |  | 30         |  | 40         |  | 50         |
| ---------- |  | ---------- |  | ---------- |  | ---------- |  | ---------- |
| MAVASTFIPG |  | LNPQNPHYIP |  | GYTGHCPLLR |  | FSVGQTYGQV |  | TGQLLRGPPG |
| LAWPPVHRTL |  | LPPIRPPRSP |  | EVPRESLPVR |  | RGQERLSSSM |  | IPGYTGFVPR |
| AQFIFAKNCS |  | QVWAEALSDF |  | THLHEKQGSE |  | ELPKEAKGRK |  | DTEKDQVPEP |
| EGQLEEPTLE |  | VVEQASPYSM |  | DDRDPRKFFM |  | SGFTGYVPCA |  | RFLFGSSFPV |
| LTNQALQEFG |  | QKHSPGSAQD |  | PKHLPPLPRT |  | YPQNLGLLPN |  | YGGYVPGYKF |
| QFGHTFGHLT |  | HDALGLSTFQ |  | KQLLA      |  |            |  |            |

A: Аланін

C: Цистеїн

D: Аспарагінова кислота

E: Глутамінова кислота

F: Фенілаланін

G: Гліцин

H: Гістидин

I: Ізолейцин

K: Лізин

L: Лейцин

M: Метіонін

N: Аспарагін

P: Пролін

Q: Глутамін

R: Аргінін

S: Серин

T: Треонін

V: Валін

W: Триптофан

Задіяний у такому біологічному процесі, як альтернативний сплайсинг. 